# Échemiré
Échemiré è un ex comune francese di 628 abitanti situato nel dipartimento del Maine e Loira nella regione dei Paesi della Loira. Dal 1º gennaio 2016 è accorpato al nuovo comune di Baugé-en-Anjou.

## Società

### Evoluzione demografica
Abitanti censiti